# 皇后 (塔羅牌)
在塔罗牌中，皇后是大阿尔克那中编号为3的牌，又称女皇。

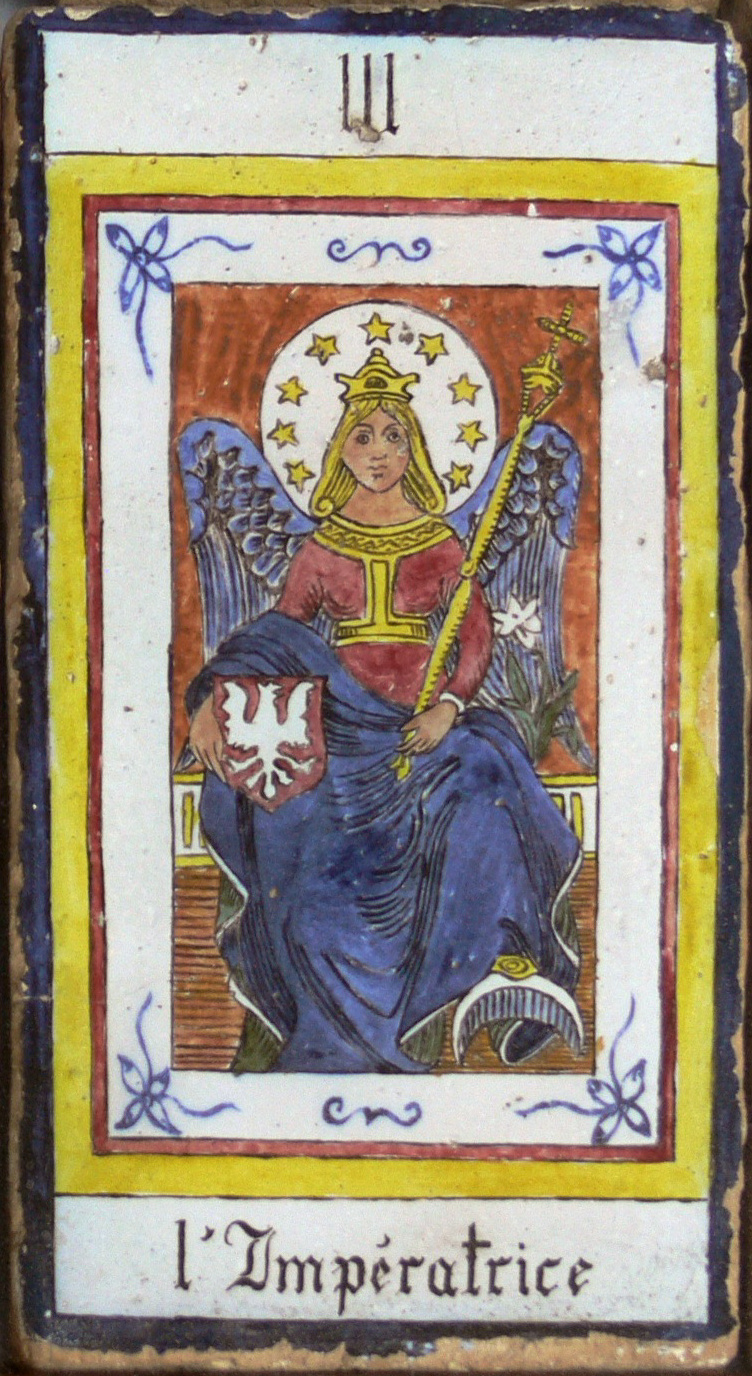
塔罗牌中的皇后

## 含义
根据偉特的书《塔羅牌的圖畫鑰匙》，皇后是“人间的天堂”。在韦特的定义中，她不是天之女皇，而是罪人的避难所：一个多产的母亲，她是高于一切的繁殖力，培养和维护世界的一切。